# Xanthogryllacris astemmna
Xanthogryllacris astemmna är en insektsart som först beskrevs av Heinrich Hugo Karny 1930.  Xanthogryllacris astemmna ingår i släktet Xanthogryllacris och familjen Gryllacrididae. Inga underarter finns listade i Catalogue of Life.